# Hugo Sáňka
Hugo Sáňka, křtěný Hugo Viktor (16. ledna 1887, Milonice  – 8. června 1971, Brno) byl český legionář, středoškolský profesor, překladatel a jazykovědec.

## Život a dílo
Narodil se v rodině učitele a speleologa Hugo V. Sáňky, vystudoval češtinu na Karlově univerzitě v Praze a působil na středních školách v Třebíči (od roku 1913), Moravských Budějovicích (po první světové válce) a v Brně. Od roku 1945 působil jako tajemník zkušební komise pro učitelství na gymnaziích. Mezi roky 1949 a 1960 pak působil také v Slovanském ústavu ČSAV.
Napsal román a několik povídek z legionářského života, z Brna a z Moravského krasu. Věnoval se také onomastice oblasti Moravského krasu.